# Stausee Mooserboden

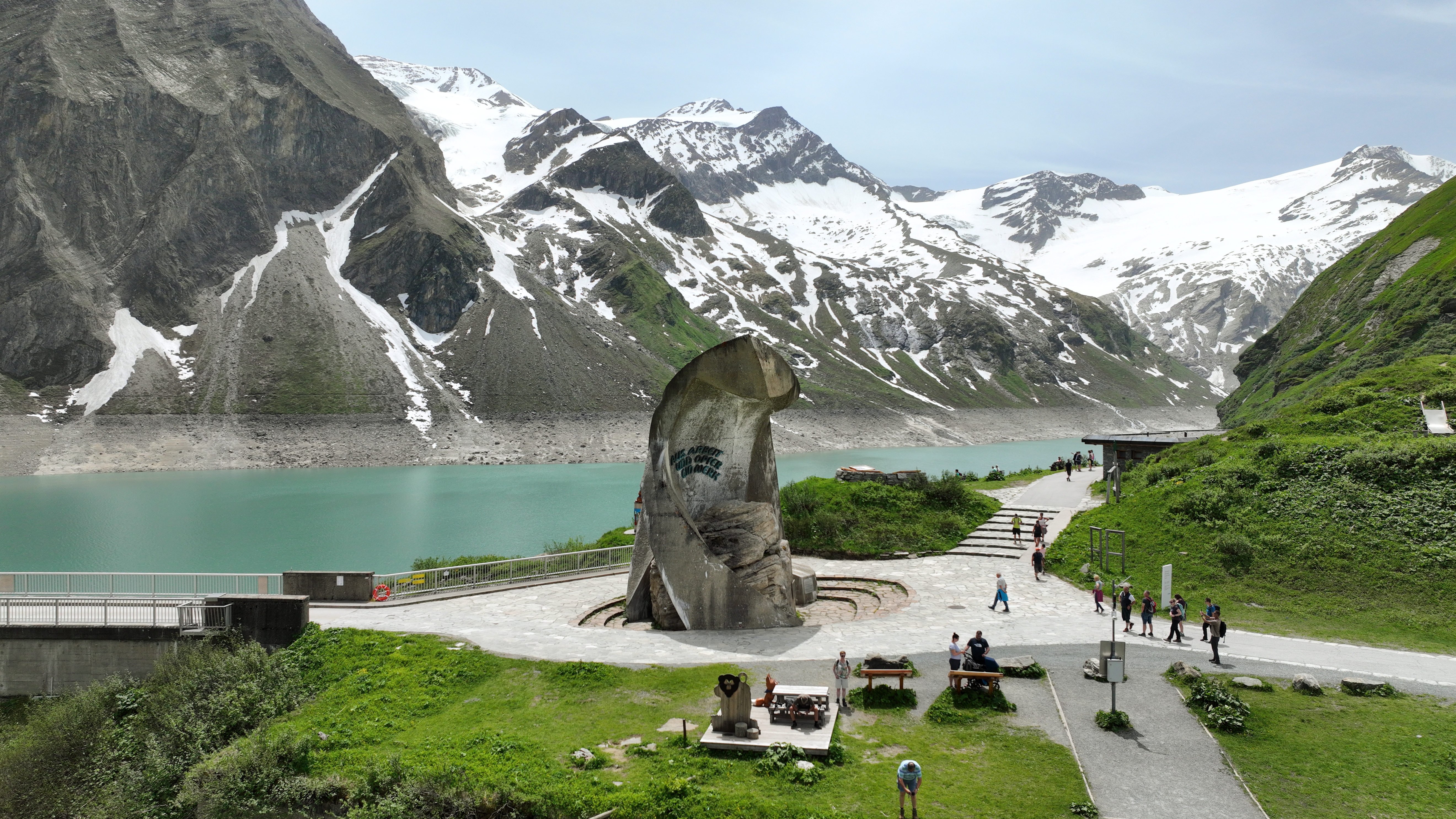
Mooserbodens reservoar i Kaprun med monumentet i förgrunden

Stausee Mooserboden är ett vattenmagasin i Österrike. Det ligger i förbundslandet Salzburg, i den centrala delen av landet. Stausee Mooserboden ligger 1 995 meter över havet. Arean är 1,5 kvadratkilometer. Magasinet sträcker sig 2,2 kilometer i nord-sydlig riktning, och 2,2 kilometer i öst-västlig riktning.
Nära Stausee Mooserboden finns:
- vattenmagansinet Stausee Wasserfallboden
- bergstopparna  Hinterer Bratschenkopf, Klockerin och Schwarzköpfl
- bergsryggen Klockerinriedel